# L'uomo questo dominatore
L'uomo questo dominatore (The Male Animal) è un film del 1942 diretto da Elliott Nugent. Film considerato in odore di comunismo, tanto che nel periodo maccartista i due fratelli Epstein vennero denunciati come tali.
Il soggetto del film è tratto dal lavoro teatrale The Male Animal (1940) di James Thurber ed Elliott Nugent, messo in scena a Broadway al Cort Theatre il 9 gennaio 1940. Il ruolo del professor Turner, ricoperto a teatro dallo stesso Nugent, fu ripreso al cinema da Henry Fonda. Don DeFore rifece nel film Wally Myers e Regina Wallace riprese il suo personaggio di Myrtle Keller. Gene Tierney che, sul palcoscenico era stata Patricia Stanley, non poté, invece, partecipare al film perché doveva girare La via del tabacco e venne sostituita da Joan Leslie. Lo spettacolo teatrale chiuse dopo 243 rappresentazioni, il 3 agosto del 1940. Il suo grande successo portò a due riedizioni del 1952, una delle quali, al Music Box Theatre, fu interpretata dallo stesso Elliott Nugent, affiancato da Martha Scott nel ruolo della moglie.

## Trama
Un professore universitario si vede negata la promozione a causa dell'intenzione di leggere agli alunni l'ultima lettera di Bartolomeo Vanzetti, tuttavia i soldi servirebbero e la moglie lo esorta a cedere. La sua forza viene messa a dura prova quando, alla loro porta, si presenta un vecchio fidanzato di lei ora stella del football e teme che la moglie lo lasci per la bella vita che l'altro può offrirle.

## Produzione
Il film fu prodotto dalla Warner Bros. Pictures (presents A Warner Bros.-First National Picture) (con il nome Warner Bros. Pictures Inc.).

## Distribuzione
Il film uscì nelle sale cinematografiche USA il 4 aprile 1942, distribuito dalla Warner Bros. Pictures con il titolo originale The Male Animal. In precedenza, era stato presentato in prima il 12 marzo a Columbus (Ohio) e il 27 marzo 1942 a New York. In Italia, fu distribuito dopo la guerra, il 3 gennaio 1948.